# Ливнянський сир
Ливнянський сир або Сир з Ливно (босн. Livanjski sir/Ливањски сир) — сир, який перший раз був вироблений у XIX столітті в районі міста Ливно, Боснія і Герцеговина.
Ливнянський сир виробляється на основі французької технології приготування сиру Грюєр. Спочатку виготовлявся з овечого молока, а сьогодні в основному виготовлений з суміші овечого та коров'ячого молока. Період дозрівання — від 60 до 66 днів у контрольованому середовищі. Аромат міцний, а в більш старих сирах смак трохи гострий. Найбільшими виробниками є Mljekara Livno та Lura Dairy d.o.o. Livno, з річним виробництвом, що перевищує 500 метричних тонн.